# Durman

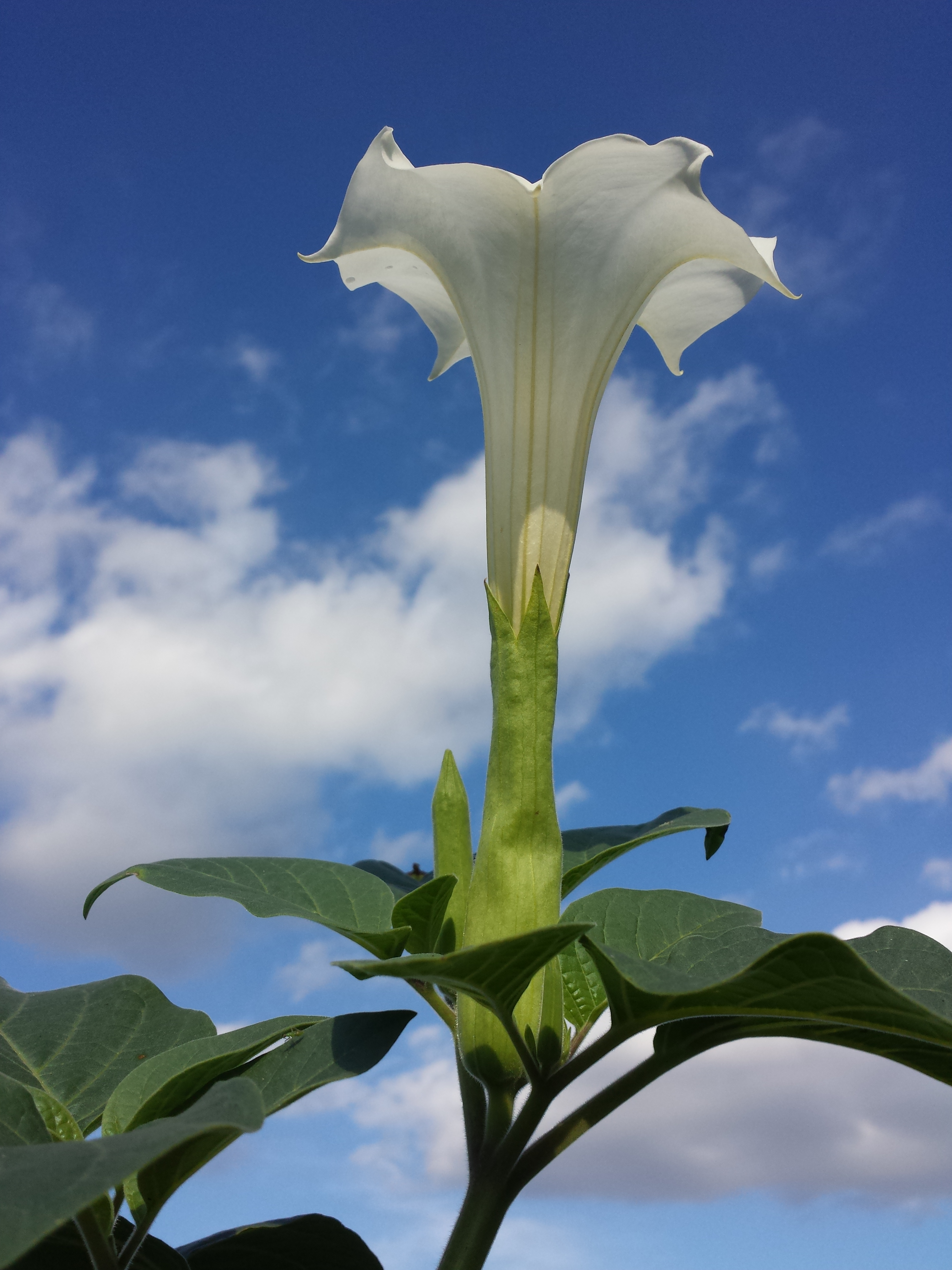
Květ durmanu neškodného

Durman (Datura) je rod rostlin z čeledi lilkovité. Jsou to jednoleté nebo vytrvalé rostliny s jednoduchými střídavými listy a nálevkovitými, většinou bílými, vonnými květy, které se otevírají na noc. Plodem je ostnitá nebo hrbolkatá tobolka. Na listech se živí housenky různých druhů lišajů, tito noční motýli jsou také hlavními opylovači květů. Rod zahrnuje asi 11 až 14 druhů. Pochází z Ameriky, některé druhy se rozšířily i do jiných částí světa. Nejvíc druhů se vyskytuje v Mexiku. V teplých oblastech České republiky roste zdomácněle durman obecný. Nejblíže příbuzným rodem je brugmansie (Brugmansia), občas bývají oba rody slučovány.
Durmany jsou jedovaté rostliny, účinnými látkami jsou tropanové alkaloidy (atropin, hyoscyamin a skopolamin). Pro své halucinogenní účinky jsou využívány v různých domorodých kulturách a k drogovým experimentům. Vážné případy otrav mohou končit i smrtí. Navzdory jedovatosti mají tyto rostliny význam i v bylinném léčení. Durman metelový je pěstován v různých kultivarech jako okrasná rostlina.

## Popis
Durmany jsou jednoleté či vytrvalé, dichaziálně větvené byliny nebo krátkověké keře. Hlavní kořen je tlustý a větvený. Odění se skládá z jednoduchých nebo žláznatých chlupů. Listy jsou jednoduché, střídavé, řapíkaté, s celistvou, laločnatou nebo zubatou čepelí se zpeřenou žilnatinou.
Květy jsou velké, oboupohlavné, pravidelné, pětičetné, vyrůstající jednotlivě v paždí listů nebo postranních větévek, bez listenů.
Kalich je dlouze válcovitý, zakončený krátkými laloky a v průběhu vývoje květu se kruhovitě odděluje. Koruna je široce nálevkovitá.
Tyčinek je 5 a nevyčnívají z květů.
Semeník je polospodní, ve spodní části členěný na 4 komůrky, v horní části dvoukomůrkový, nesoucí nitkovitou čnělku zakončenou dvou nebo trojlaločnou bliznou.
Plodem je většinou suchá, na povrchu trnitá, štětinatá nebo hrbolkatá tobolka, pukající nepravidelně nebo 4 chlopněmi a obsahující mnoho zploštělých semen. Často je podepřená límcem vytrvalého kalicha. Druh Datura ceratocaula má hladké bobule. Semena jsou ledvinovitá, s důlkovaným povrchem, u některých druhů s masíčkem.

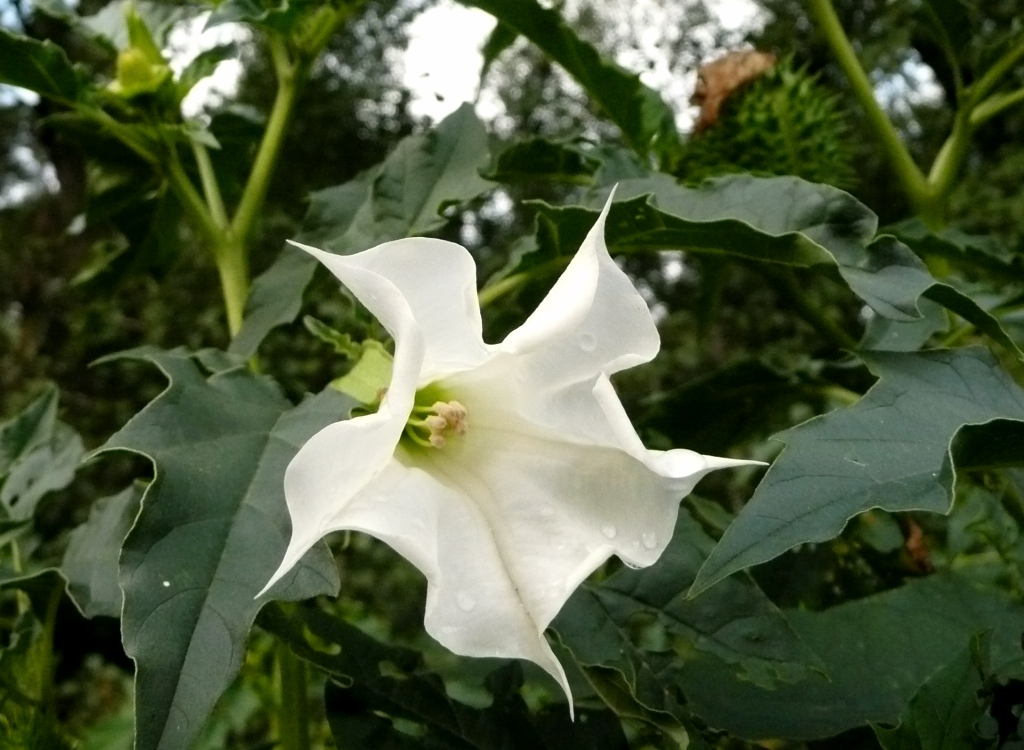
Květ durmanu obecného
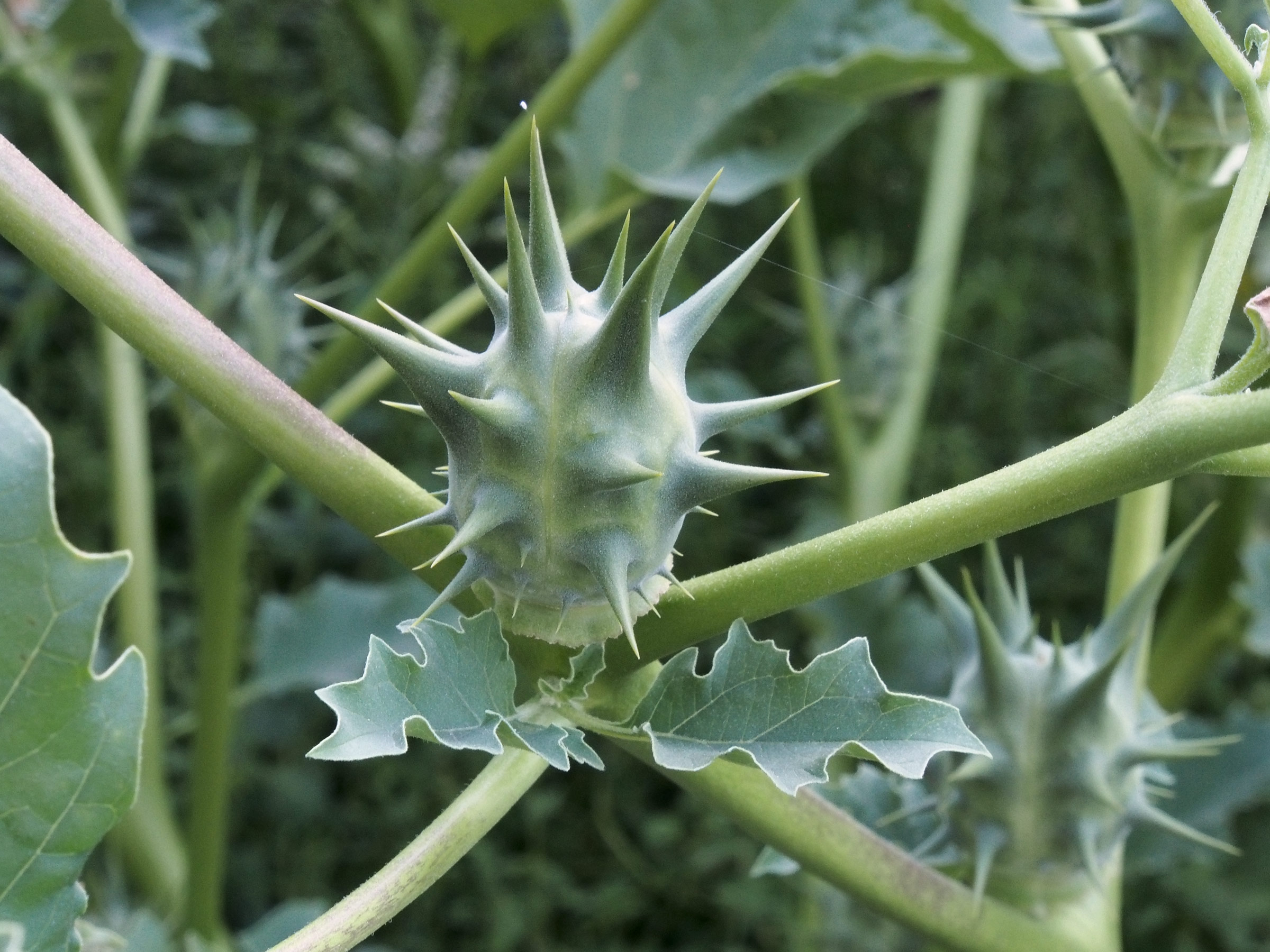
Nedozrálý plod Datura ferox
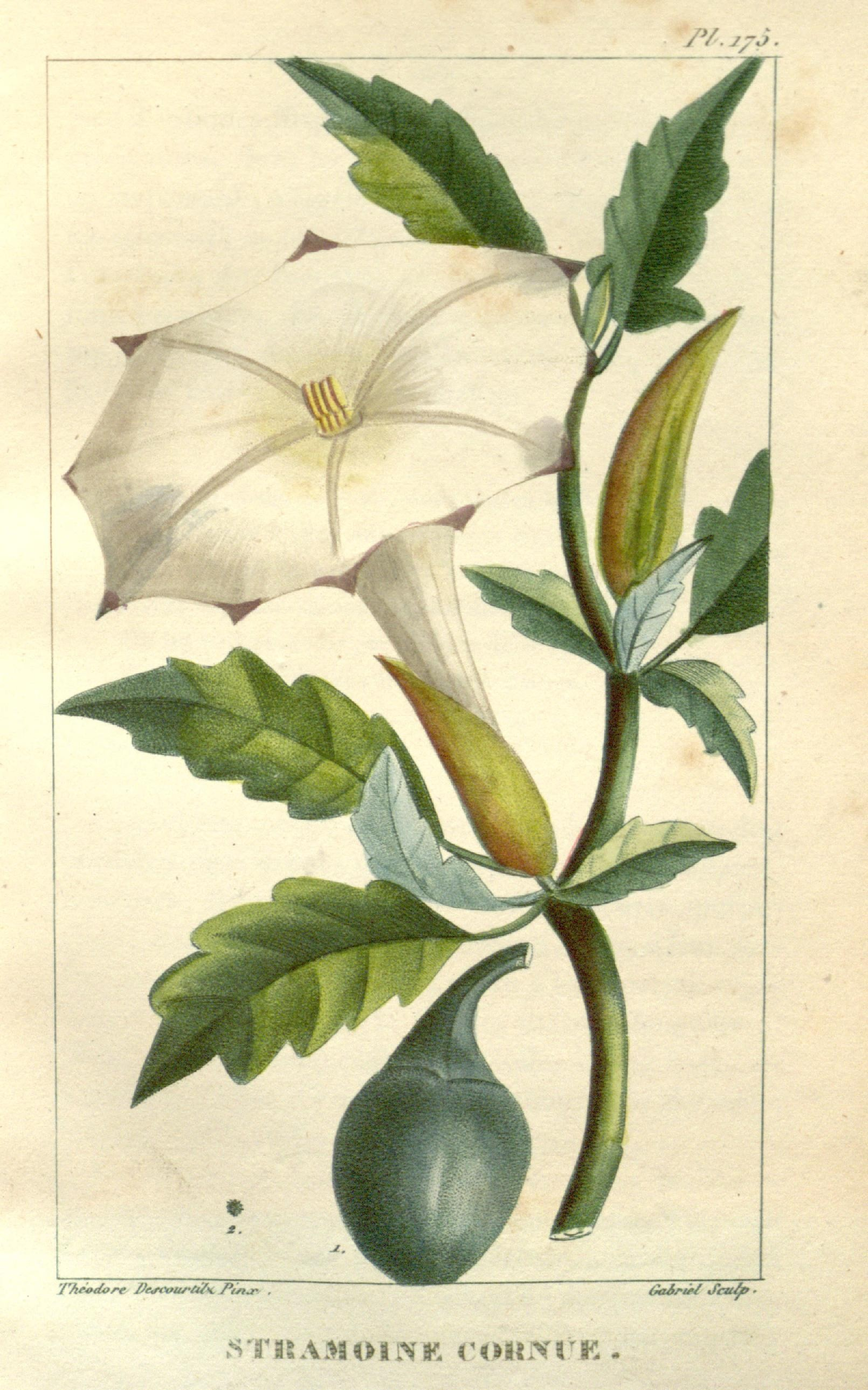
Ilustrace Datura ceratocaula

## Rozšíření
Rod durman zahrnuje asi 11 až 14 druhů. Durmany pocházejí z jižních a jihovýchodních oblastí USA a z Mexika, durman obecný zasahuje i do Střední Ameriky a Karibiku, durman metelový do Kolumbie. Centrum druhové diverzity jev Mexiku, kde jsou zastoupeny všechny druhy rodu a je odtud uváděno 7 endemických druhů. Některé durmany zdomácněly i v jiných částech světa. U durmanu obecného se někdy uvádí, že pochází z Asie.
V teplých oblastech České republiky roste zdomácněle durman obecný. Vyskytuje se synantropně na dusíkem bohatých půdách. Vzácně a přechodně bývá zavlékán durman hrozivý a durman neškodný. V jižní Evropě roste mimo těchto druhů zplaněle také durman metelový a durman Wrightův.

## Ekologické interakce
Květy durmanů jsou silně vonné a jsou opylovány nočními motýly, zejména lišaji s dlouhým sosákem. Otevírají se večer, zůstávají otevřené po celou noc a po ránu vadnou. Ráno květy navštěvují i včely a čmeláci sbírající pyl, nepřicházejí však do kontaktu s bliznou a na opylování se proto nepodílejí. Květy durmanu bezbranného navštěvují v Severní Americe lišajové druhů Manduca sexta, M. quinquemaculata a Hyles lineata.
Květy durmanu Wrightova opyluje téměř výlučně lišaj Manduca sexta, který zároveň na rostlinu klade vajíčka.
Lišajové sající nektar z květů durmanu nezřídka jeví známky intoxikace, přesto je navštěvují opakovaně. Je možné, že „vylepšení” nektaru opojnými alkaloidy představuje neobvyklý bonus k protihodnotě poskytované rostlinou za opylení květu.
Durmany jsou podobně jako jiné lilkovité rostliny živnými rostlinami housenek různých lišajů včetně lišaje smrtihlava. V Asii na nich žijí housenky Acherontia lachesis a A. styx, v Americe Manduca sexta a M. quinquemaculata. Živí se na nich také housenky některých drobnějších druhů můr.
Semena druhů s masíčkem jsou šířena mravenci.

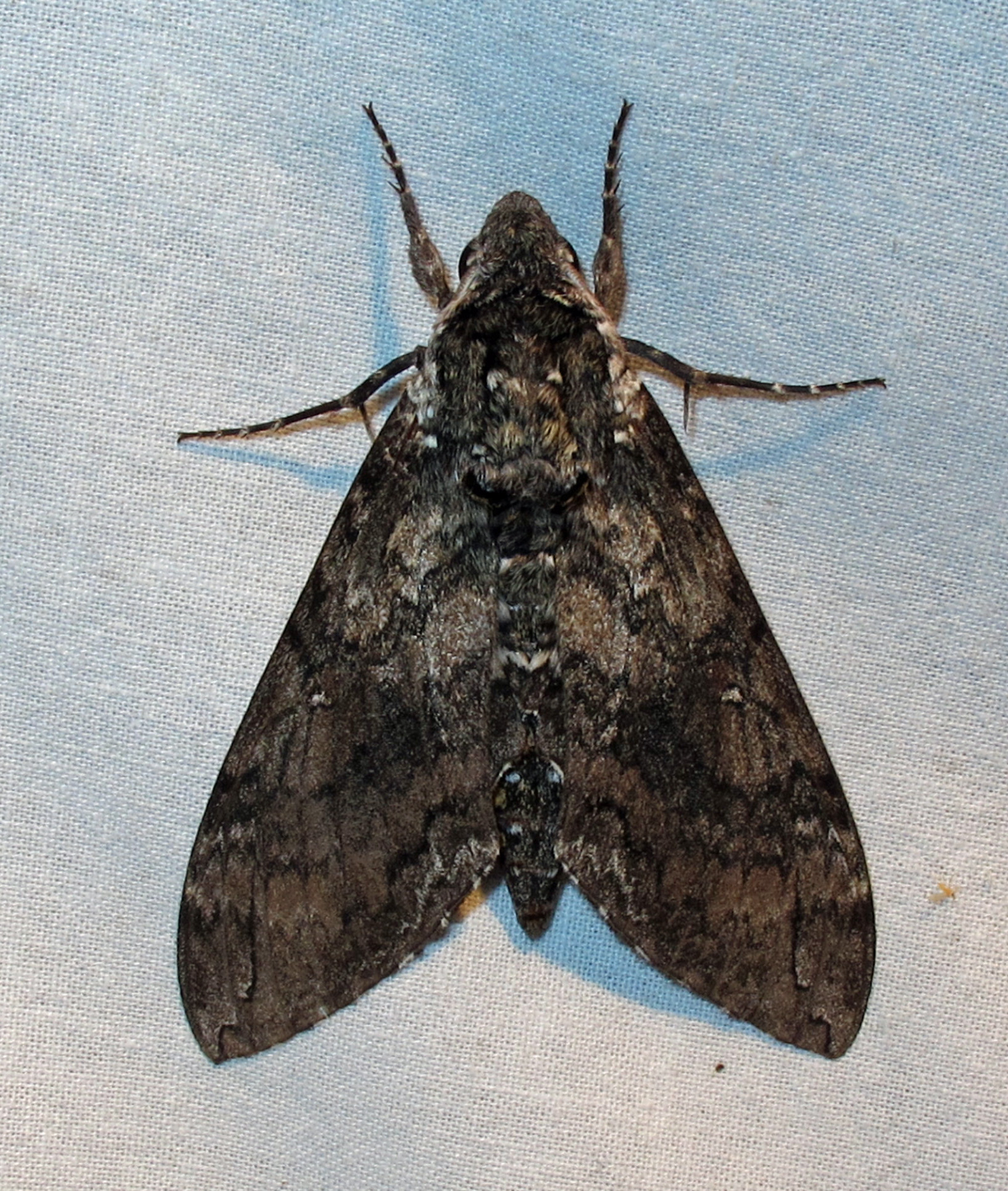
Lišaj Manduca sexta
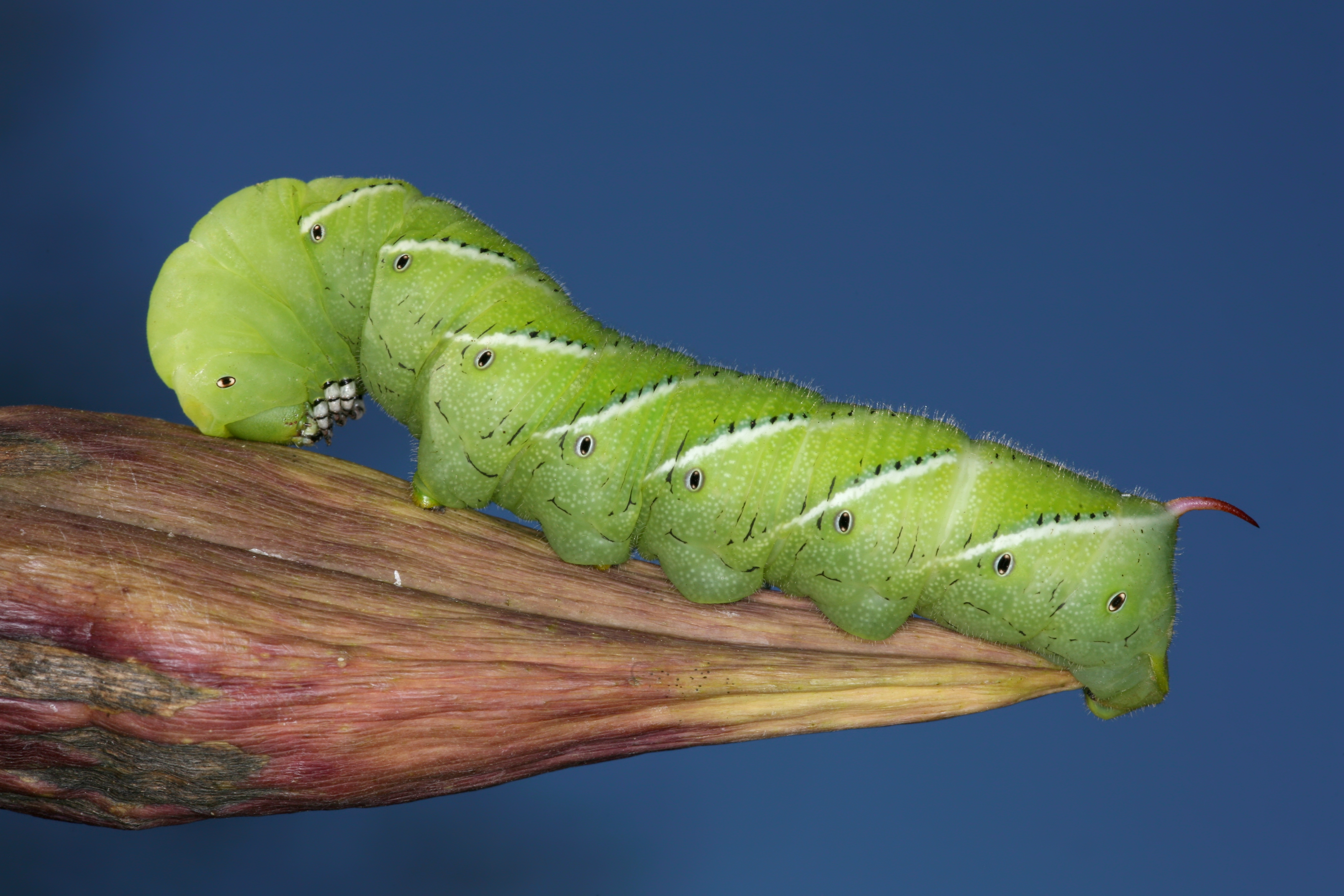
Housenka lišaje Manduca sexta
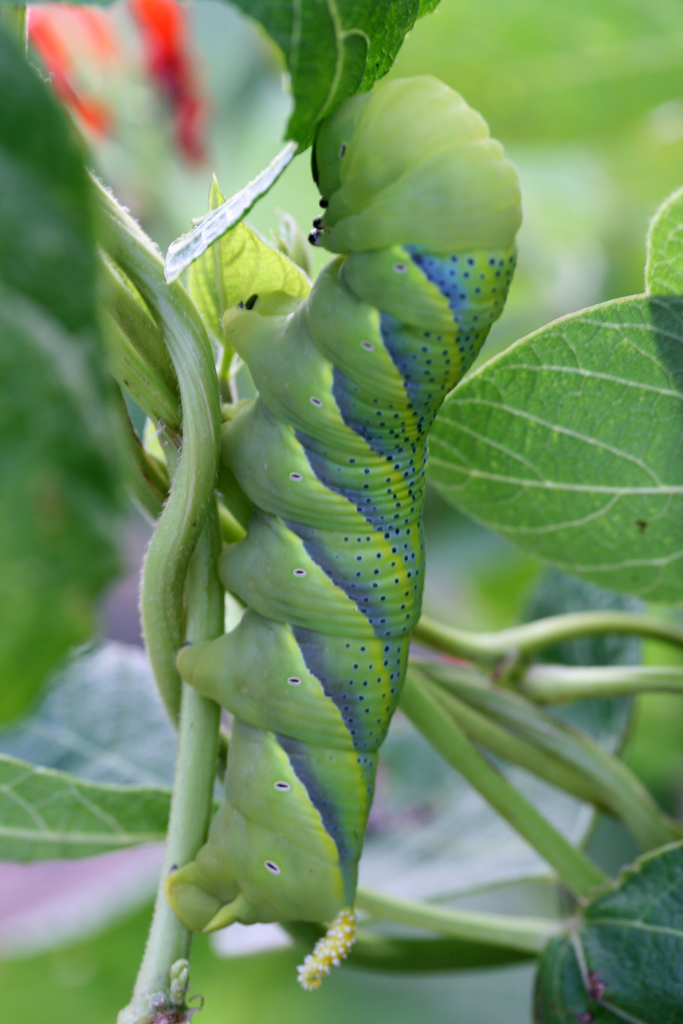
Housenka lišaje smrtihlava

## Obsahové látky a jedovatost

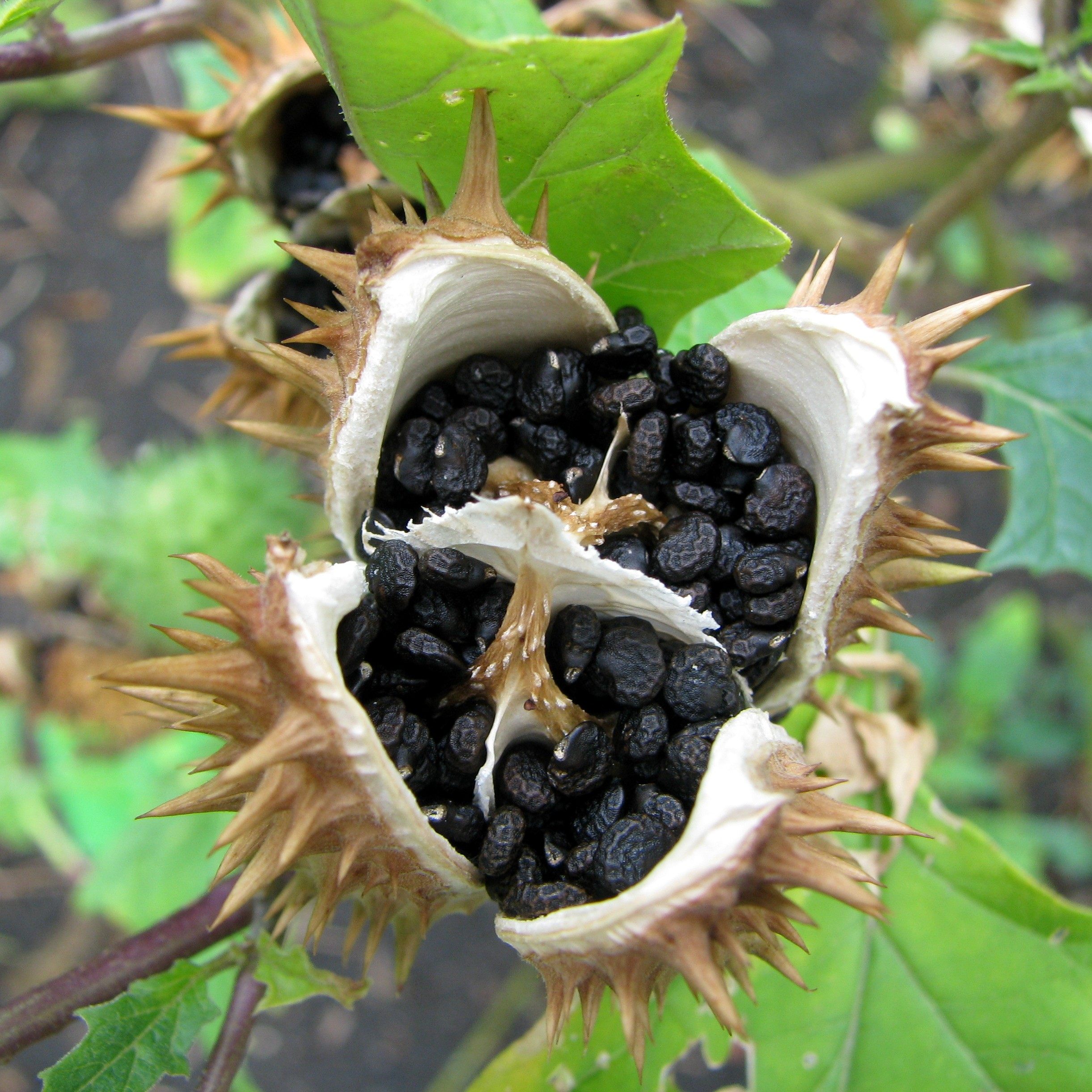
Zralá tobolka durmanu obecného se semeny

Hlavními obsahovými látkami durmanů jsou tropanové alkaloidy atropin, hyoscyamin a skopolamin. Alkaloidy jsou obsaženy ve všech částech rostliny, největší obsah bývá v semenech. Největší obsah hyoscyaminu je v semenech, zatímco skopolamin převažuje v listech. V semenech durmanu obecného se obsah hyoscyaminu pohybuje v rozpětí 0,2 až 0,6 %. Účinek tropanových alkaloidů spočívá v blokaci acetylcholinových receptorů v autonomní nervové soustavě, centrální nervové soustavě, srdci a trávicím systému.
Otrava durmanem se projevuje suchostí v ústech, obtížemi s polykáním, dysfonií, tachykardií, zadržováním moči, zvýšeným krevním tlakem a zrychleným srdečním tepem, zpomalením činnosti střev spojeným se zácpou a nadýmáním. Změny v psychice se projevují euforií, zmateností, záchvaty, deliriem a halucinacemi. Tvář a krk bývají zarudlé, kůže suchá. Zorničky jsou rozšířené, dostavuje se zoostřené vidění.
Většina případů otrav durmanem u lidí souvisí se záměrnou intoxikací pro dosažení změněného stavu vědomí. Užívání je značně rizikové zejména kvůli tomu, že mezi účinnou a smrtelnou dávkou není velké rozpětí. Vzhledem k tomu, že obsah alkaloidů je v těchto rostlinách dosti variabilní, není je možné přesně dávkovat a snadno může dojít k předávkování. Občas dochází i k nechtěným otravám vlivem kontaminace zemědělských plodin. U zvířat zpravidla dochází k otravě po konzumaci zrní znečištěného semeny durmanu. Vyskytly se však i nezáměrné otravy psů. Při použití tobolek durmanu v suché květinové vazbě, dosud obsahujících semena, může dojít k otravě domácího ptactva. Med s větším podílem durmanového nektaru je rovněž jedovatý.
Silná intoxikace durmanem vyžaduje okamžitý lékařský zásah, jako protijed se nitrožilně podává fysostigmin, který působí proti účinku tropanových alkaloidů na autonomní nervový systém. Podání aktivního uhlí může snížit vstřebávání alkaloidů z trávicího traktu. Doplňují se též tekutiny a elektrolyty.
Dávka 20 semen durmanu obecného či durmanu neškodného může být smrtelná.

Hyoscyamin
Skopolamin
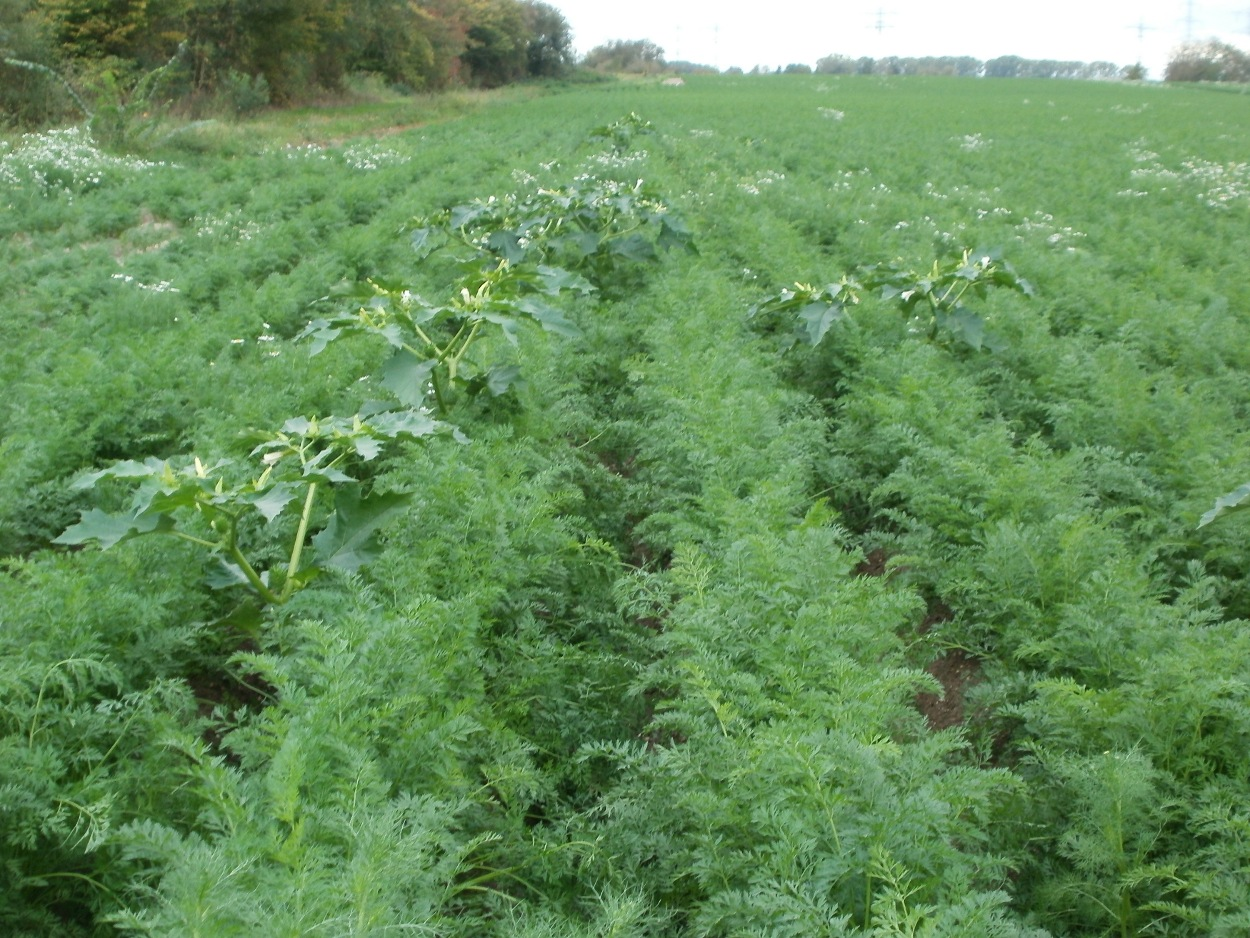
Durman obecný plevelící v mrkvovém poli

## Taxonomie
Rod Datura je v rámci čeledi Solanaceae řazen do podčeledi Solanoideae a tribu Datureae. Nejblíže příbuzným rodem je Brugmansia. Oba sesterské rody jsou monofyletické a někteří taxonomové je spojují do široce pojatého rodu Datura. Mezi další blízce příbuzné rody náleží Nicandra a jihoamerický rod Trompettia. Oba tyto rody jsou monotypické.
Rod Brugmansia se odlišuje keřovitým až stromovitým vzrůstem, monochaziálním větvením a převislými květy. Kalich se v průběhu vývoje květu kruhovitě neodděluje, semeník je svrchní a uvnitř po celé délce rozdělený na dvě komůrky a plodem je neostnitá bobule. Na rozdíl od rodu Datura je rozšířen v Jižní Americe.

## Zástupci
- durman dubolistý (Datura quercifolia)
- durman hrozivý (Datura ferox)
- durman obecný (Datura stramonium)
- durman metelový (Datura metel)
- durman neškodný (Datura inoxia)
- durman Wrightův (Datura wrightii)[1][14]

## Význam

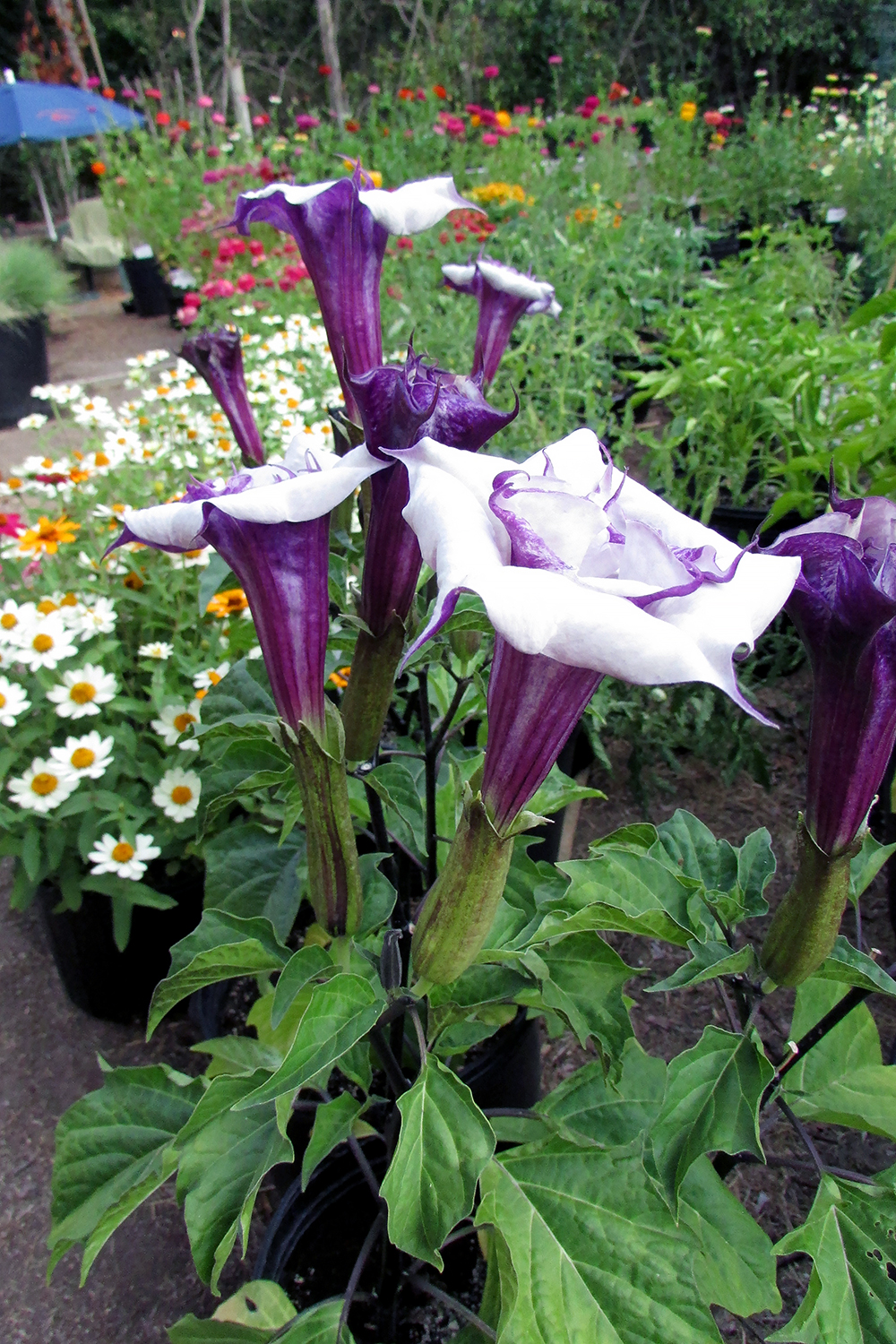
Durman metelový, kultivar 'Fastuosa'

Halucinogenního účinku durmanů jsou v různých domorodých kulturách světa (zejména v Africe, Indii, jihovýchodu USA, Mexiku a Jižní Americe) využíváno při léčení, věšteckých a iniciačních obřadech. Mezi nejčastěji využívané druhy náleží durman neškodný, durman Wrightův, durman hrozivý, durman dubolistý a druhy D. discolor a D. leichhardtii. K intoxikaci může dojít požitím či pitím čaje, stejně jako inhalací, kouřením nebo vstřebáním účinných látek skrze kůži či sliznice. Ve farmacii jsou z durmanů extrahovány alkaloidy.
Sušené listy durmanu obecného jsou ve fytoterapii používány při léčení různých neduhů, jako je astma a spastický kašel, přičemž se využívá schopnosti obsažených alkaloidů rozšiřovat průdušky a omezit sekreci bronchiálních žláz. V asijské či americké domorodé medicíně jsou používány i jiné druhy, zejména durman metelový, durman Wrightův a Datura discolor.
Durman obecný je jedovatý plevel, který po celém světě kontaminuje různé zemědělské plodiny. Podobně se děje i u Datura ferox v Jižní Americe.
Durman metelový je v subtropických oblastech pěstován jako vytrvalá okrasná rostlina. V mírném pásu jej lze pěstovat jako letničku. Byly vyšlechtěny i plnokvěté kultivary a kultivary s purpurovými nebo světle žlutými květy. Občas se pěstuje i durman Wrightův.

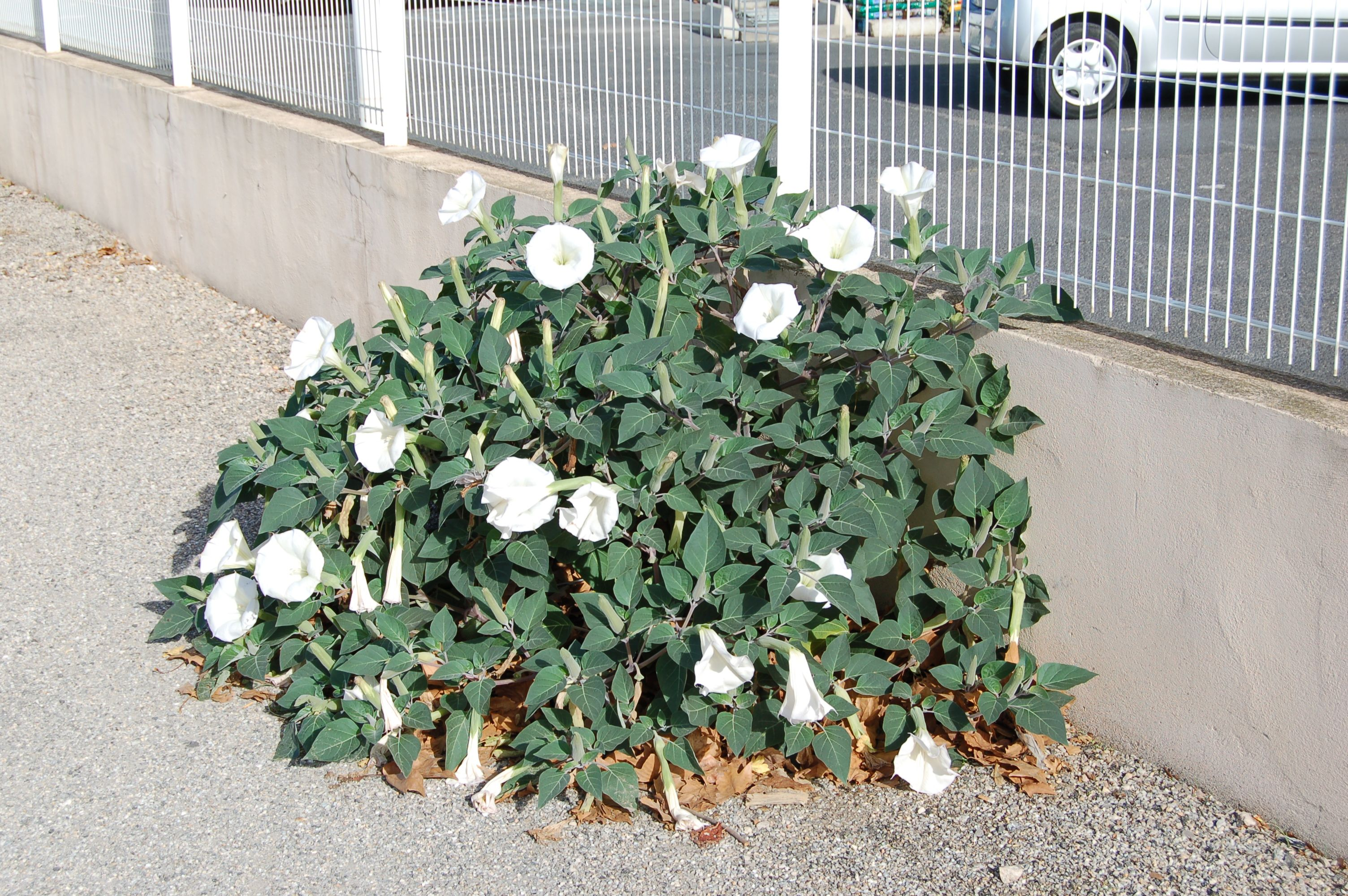
Zplanělý durman Wrightův na ulici ve Francii
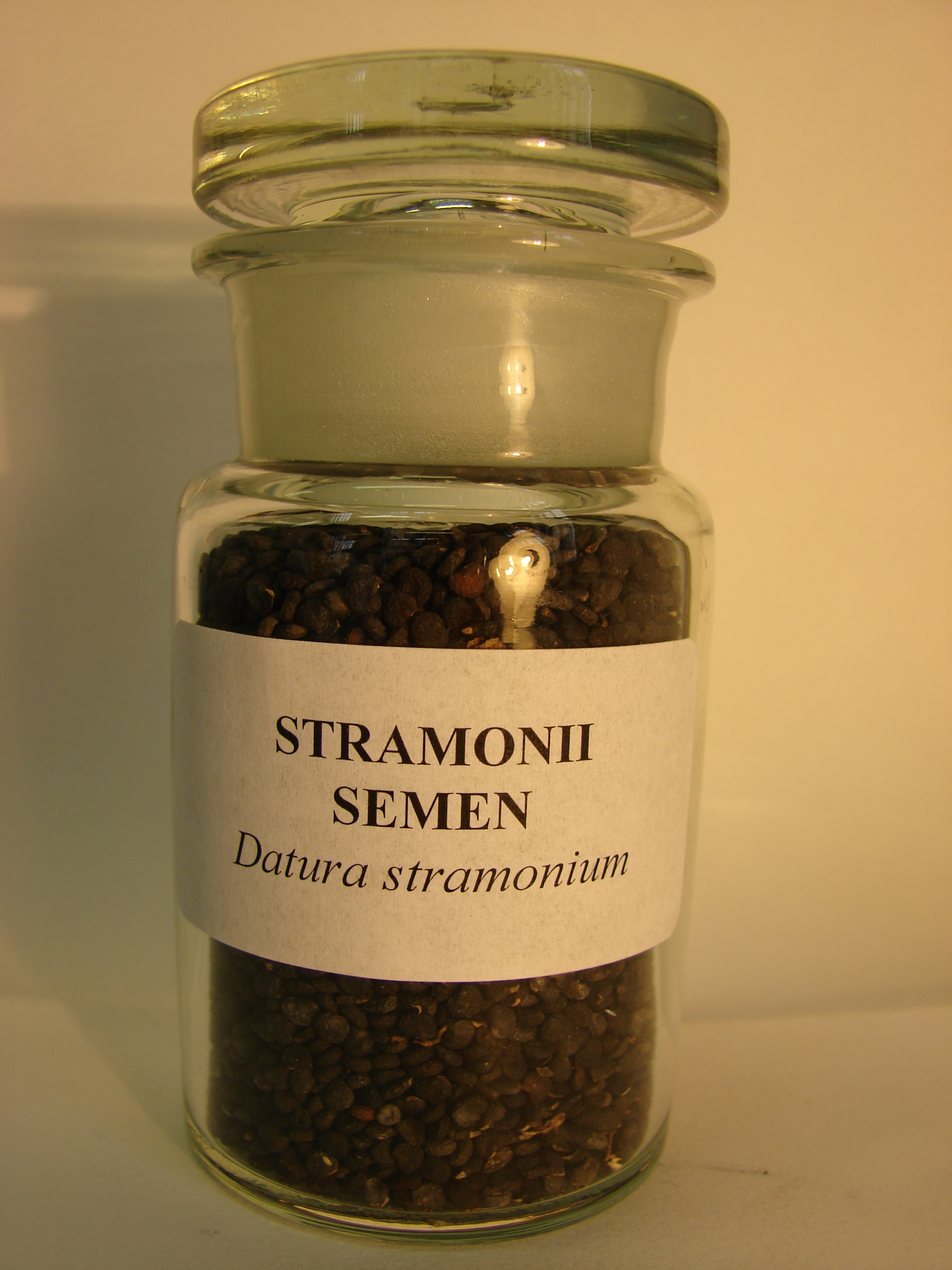
Semen stramonii, semena durmanu obecného
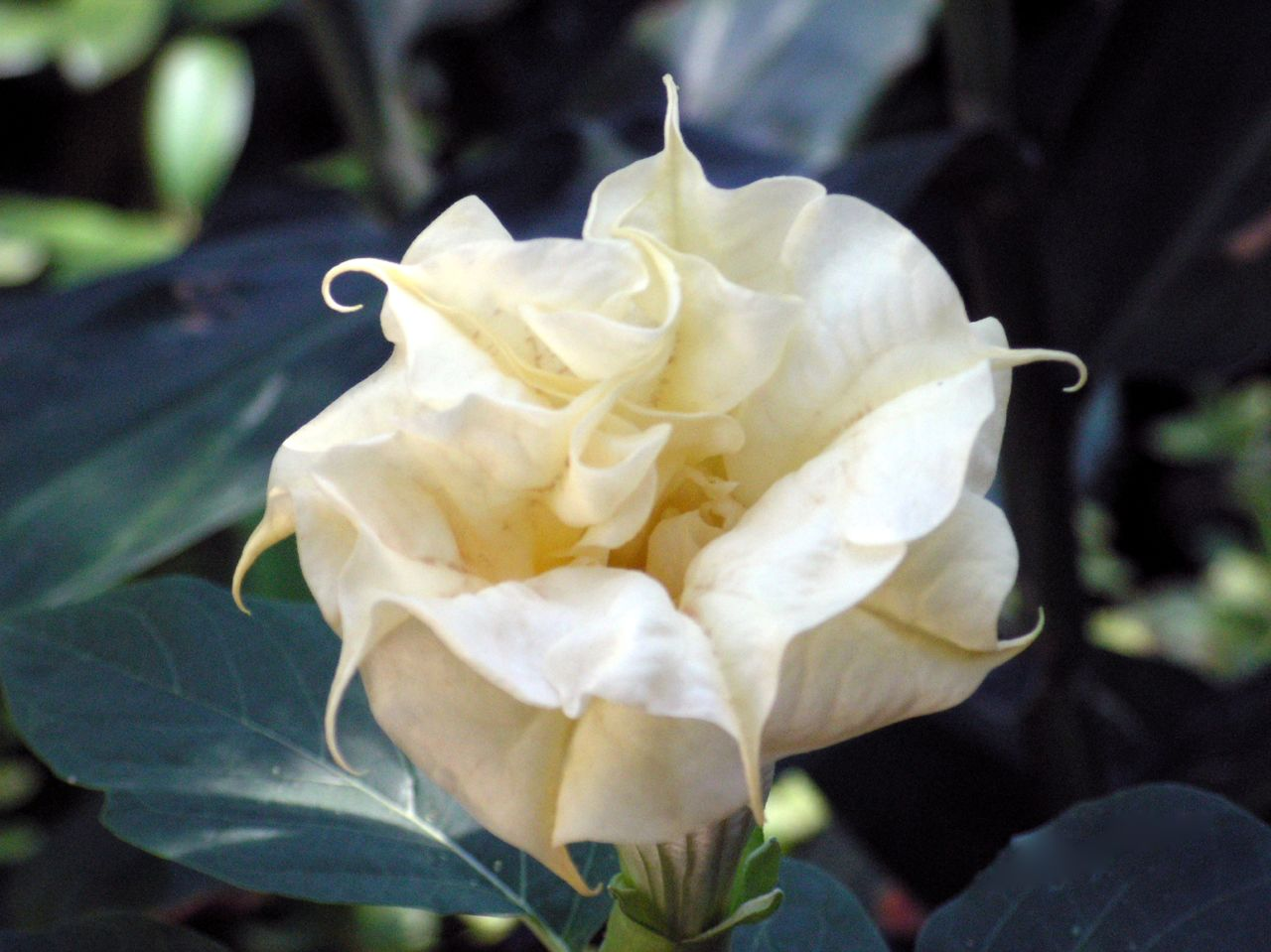
Plnokvětý kultivar durmanu metelového 'Chlorantha'